# Przemysław Stańczyk
Przemysław Stańczyk (Stettino, 12 febbraio 1985) è un nuotatore polacco.
Specializzato nelle gare medio-lunghe di stile libero, ha vinto la medaglia d'oro ai Mondiali di nuoto 2007 di Melbourne negli 800m sl, dopo la squalifica per doping del vincitore Oussama Mellouli.
Alle Olimpiadi di Pechino 2008 ha partecipato alla gara dei 400m sl, classificandosi 19º.

## Palmarès
- Mondiali

Melbourne 2007: oro negli 800m sl.
- Europei in vasca corta

Helsinki 2006: argento nei 400m sl.
- Universiadi

Smirne 2005: oro negli 800m sl.
Belgrado 2009: oro nei 400m sl e nei 1500m sl e bronzo negli 800m sl.
- Europei giovanili

Glasgow 2003: oro nei 400m sl e argento nei 1500m sl.